# Santo Domingo Ixcatlán
Santo Domingo Ixcatlán es una localidad del estado mexicano de Oaxaca. Es la cabecera del municipio de Santo Domingo Ixcatlán.

## Límites municipales
Tiene límites administrativos con los siguientes municipios y/o accidentes geográficos, según su ubicación:
| Noroeste: Santiago Yosondúa | Norte: Chalcatongo de Hidalgo | Nordeste: Santa Cruz Tacahua |
| Oeste: Santiago Yosondúa    |                               | Este: Santa Cruz Tacahua     |
|                             | Sur: Santiago Yosondúa        |                              |